# Islamic American University

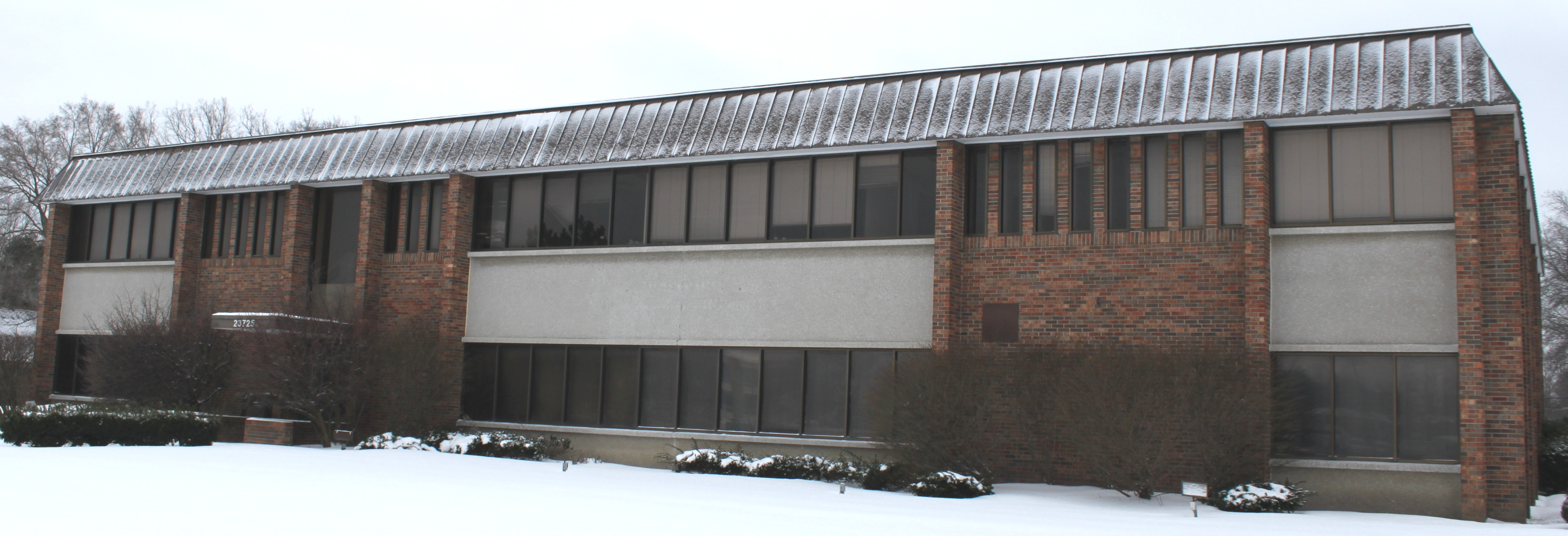
Gebäude der Islamic American University

Die Islamic American University (arabisch الجامعة الإسلامية الأمريكيّة, IAU) befindet sich in Southfield, Michigan, USA. Ihr Ziel ist es, eine islamische Hochschulbildung in den Vereinigten Staaten von Amerika zu erbringen. Sie bietet Fern- und Online-Kurse an.
Ihr Direktor Radwan Baytiyeh war einer der Unterzeichner der Initiative A Common Word (Ein gemeinsames Wort). Radwans Lehrphilosophie basiert auf tarbiya und involviert Eltern und die Gemeinschaft.